# Łyżwiarstwo figurowe na Zimowej Uniwersjadzie 2013 – pary sportowe
Łyżwiarstwo figurowe na Zimowej Uniwersjadzie 2013 – pary sportowe – rywalizacja w jednej z konkurencji łyżwiarstwa figurowego – parach sportowych rozgrywanej na Zimowej Uniwersjadzie 2013 odbyła się 12 i 13 grudnia 2013 w Trydencie.

## Wyniki
| Poz. | Zawodnicy                              | Reprezentacja | Nota łączna | SP | SP    | FS | FS     |
| ---- | -------------------------------------- | ------------- | ----------- | -- | ----- | -- | ------ |
| 01 ! | Ksienija Stołbowa / Fiodor Klimow      | Rosja         | 198,87      | 1  | 70,01 | 1  | 128,86 |
| 02 ! | Jewgienija Tarasowa / Władimir Morozow | Rosja         | 176,92      | 2  | 64,87 | 2  | 112,05 |
| 03 ! | Nicole Della Monica / Matteo Guarise   | Włochy        | 160,95      | 3  | 56,21 | 3  | 104,74 |
| 4    | Natalja Mitina / Jurij Szewczuk        | Rosja         | 143,93      | 4  | 55,38 | 4  | 88,55  |
| 5    | Miriam Ziegler / Severin Kiefer        | Austria       | 126,56      | 5  | 46,39 | 5  | 80,17  |